# Az erszény
Az erszény Honoré de Balzac novellája, amely 1832-ben jelent meg a Mame-Delaunay kiadónál, az Emberi színjáték Jelenetek a magánéletből című kötetben. Béchet 1835-ben, majd Charpentier 1839-ben újra kiadta a Jelenetek a párizsi életből című kötetben, és az 1842-es Furne-kiadás III. kötetében visszatért a Jelenetek a magánéletből sorozatba.

## Szereplők
- Jean-Jacques Bixiou, karikaturista, valószínűleg Henry Monnier ihlette.
- Joseph Bridau, már a La Rabouilleuse-ben való megjelenés előtt ismert festő.[* 1]
- Halga lovagja, Rouville bárónőjének barátja.
- Kergarouët grófja (ellentengernagy), Rouville bárónőjének másik barátja, ő és a lovag feladata veszteni a játékon, hogy segítsenek két nőnek anélkül, hogy ők észrevegyék.
- Leseigneur de Rouville báró, elhunyt, feleségét vagyon nélkül hagyta.
- Adélaïde Leseigneur de Rouville, előbbiek lánya, aki a legjobbat hozza ki a nyomorból, melyben családja él.
- Hippolyte Schinner, szegény hátterű, de immár sikeres festő.
- Schinner asszony, leányanya, Hippolyte Schinner anyja.

## Összefoglaló
A sikeres fiatal festő, Hippolyte Schinner véletlenül elesik a műtermében, és mozdulatlanul fekszik. Az esés hangjára két szomszédja, Adélaïde de Rouville és édesanyja felriadnak, és ápolásukba veszik a fiatalembert. Lakásukban Hippolyte melegségre és kellemes barátságra, de emellett méltóságteljes és gondosan elrejtett nyomorúságra is talált. A fiatal festő szerelmes lesz Adélaïde-ba, és gyakran meglátogatja a szomszédokat, ahol felfedezi a két nő azon vágyát, hogy múltjuk eltitkolják. Felajánlja, hogy átdolgozza az idős asszony férjének portréját, amely munka elnyeri az asszony tetszését, és megnyitja az ajtót a szomszédok lakásába. Azonban esténként a két hölgy rendszeres vendége két előkelően, bár régiesen öltözött úr. De ki ez a két „régi barát”, akik azért jöttek, hogy szándékosan veszítsenek a szerencsejátékban, hogy az idős asszonyt így juttassák pénzhez? A hölgyek csalók, vagy esetleg prostituáltak? A gyötrelemtől betegesen szenvedő Hippolyte folytatta látogatásait, Adélaïde iránti szerelméből. Egy nap azonban eltűnt kissé használt erszénye, amelyben tizenöt arany volt (a festő amúgy szegény hátterű volt, de most híres és gazdag). A fiatalember azt hiszi, hogy ellopták tőle, és a két hölgyre gyanakszik. Megszakítja a látogatásait, és olyan honvágya lesz, hogy még az anyja is észreveszi a baját. Egy szerencsés véletlen folytán Hippolyte felfedezi a két nő rendkívül tiszteletreméltó múltját és méltóságát. Rouville kisasszony által teljesen felújított és hímzett pénztárcáját is megtalálja. A fiatal lány vette el, hogy szebbé tegye. Egy fillér sem hiányzott ebből az immár pompás erszényből. A festő elragadtatásában megkérte Adélaïde kezét. Kiderül, hogy a két úr az idős asszony néhai férjének lekötelezettjei, és azért járnak hozzá esténként kártyázni, mert az asszony büszkesége nem engedné, hogy egyéb módon fogadjon el pénzt tőlük - ezért hát szándékosan vesztenek minden este.

## Balzac és a művészet

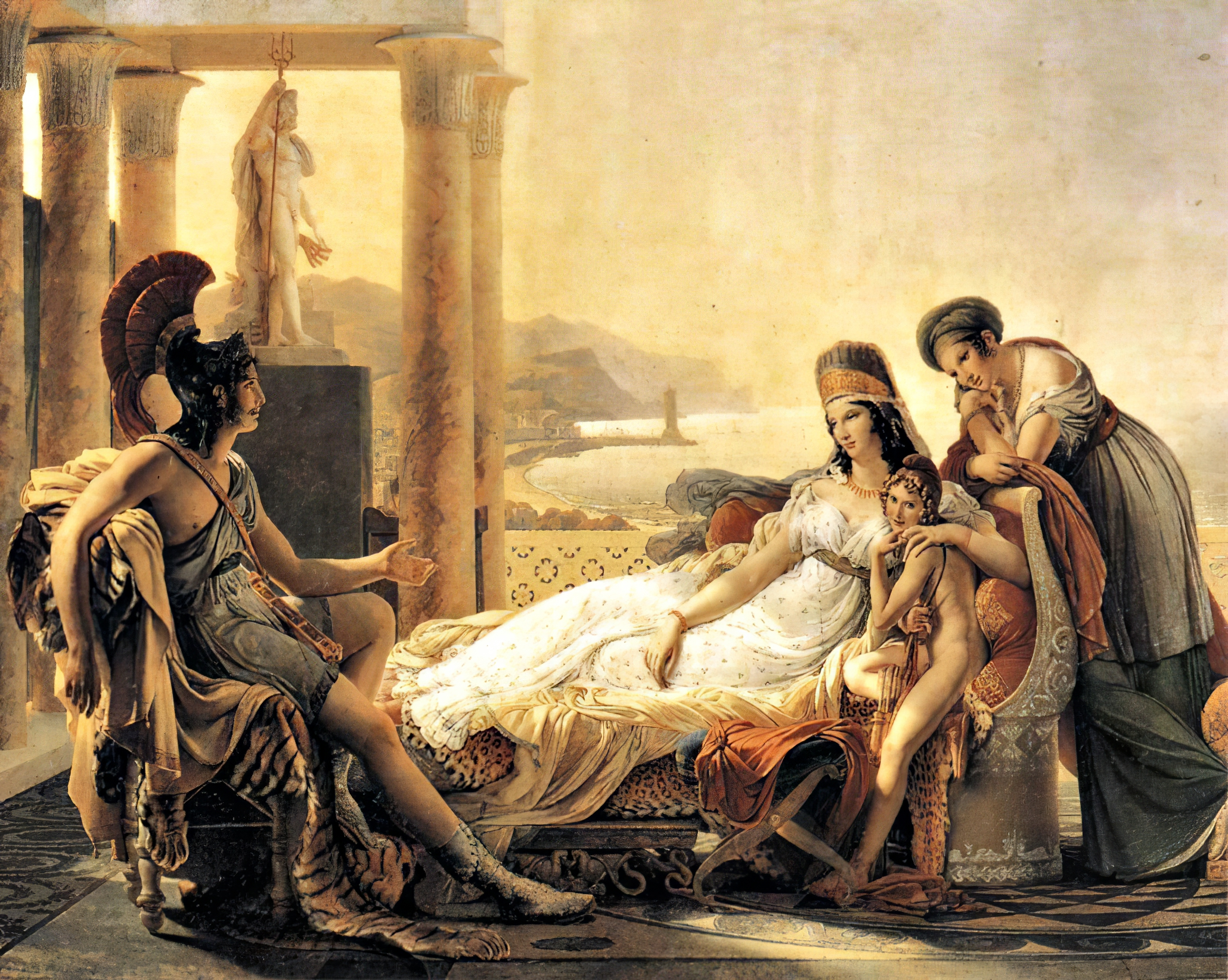
Aeneas elbeszéli Trója elestét Didónak, Pierre-Narcisse Guérin festménye (1815).

A szerző itt egy olyan témával foglalkozik, amellyel több művében is előkerül: a művészetekkel, az alkotással annak minden formájában, valamint az általa kiváltott örömökkel és bánatokkal. Balzac Eugène Delacroix nagy tisztelője volt, aki állítólag Joseph Bridau (a La Rabouilleuse (Un ménage de garçon), Un début dans la vie, La Bourse című novellákban szereplő festő) karakterének mintájául szolgált. A festői alkotást minden lehetséges szemszögből bemutatja: az újító és meg nem értett festő, a Le Chef-d'œuvre inconnu zseniális Frenhorferje, a pályakezdő, majd felkapott festő: Joseph Bridau, a gazdag, de átlagos képeket készítő festő: Pierre Grassou, aki Tizián, Raffaello, Rembrandt és Rubens másolására pazarolja az életét, és vagyona és társadalmi helyzete dacára keserű marad.
Balzac soha nem mulasztja el, hogy regényeit híres festményekre való utalásokkal „illusztrálja”. Az Erszény tele van ilyen képleírásokkal: „Adélaïde az idős úr által elfoglalt karosszék háttámlájára támasztotta könyökét, és anélkül, hogy tudta volna, azt a pózt utánozta, amelyet Guérin híres festményén Dido húga felvett”.
A számára kedves témákhoz is bátran visszatért, amelyek az Emberi színjátékot olyan aprólékossággal és pontossággal feldolgozott regényekkel, novellákkal és elbeszélésekkel tarkítják, amelyek máig meghökkentik a szakembereket:
- Szobrászat: Sarrasine, amelynek hőse, Sarrasine, egy lázadó zseni ;
- zene: Gambara, amelyben egy zenemű kvázi matematikai megalkotásának lehetünk tanúi, és amelyben Balzac Giacomo Meyerbeer egyik operáját is aprólékosan elemzi;
- a lírai művészet: Massimilla Doni, amelyben egy szerelmi történet szolgál ürügyül egy valóságos kurzushoz Rossini művészetéről.

Balzac Az erszényben egy másik régi tanulságot is bemutat: „Soha ne ítéljünk meg embereket a külsejük alapján”. Balzac határozottan mesélő volt, nagy mesemondó, akinek egy rövid regényben sikerült megrajzolnia egy olyan társadalmi kategória portréját, amelyhez gyakran visszatért: Napoléon elfelejtett emberei (áldozatai?), akiket már a La Rabouilleuse-ban is láttunk.
Bár másodlagos műnek tekinthető, a könyv meglehetősen váratlan módon járul hozzá a festészet világának felfedezéséhez. Ugyancsak utal más, azonos témájú művekre és „Balzac művészetfelfogására ”. Ebben a tekintetben jelentős adalék az Emberi színjáték építményéhez.

## Balzac által említett művészek
- Pierre-Paul Prud'hon
- Girodet-Trioson
- Pierre-Narcisse Guérin

## Fordítás
Ez a szócikk részben vagy egészben  a   La Bourse című francia Wikipédia-szócikk ezen változatának fordításán alapul.  Az eredeti cikk szerkesztőit annak laptörténete sorolja fel. Ez a jelzés csupán a megfogalmazás eredetét és a szerzői jogokat jelzi, nem szolgál a cikkben szereplő információk forrásmegjelöléseként.